# Rettenmeier
Die Rettenmeier Holding AG mit Sitz in Wilburgstetten, Landkreis Ansbach, ist ein deutsches Unternehmen der Säge- und Holzindustrie. Das Unternehmen betreibt acht Standorte in Deutschland, Lettland und in der Slowakei und beschäftigt gesamt ca. 1500 Mitarbeiter. Das Kerngeschäft der Rettenmeier Holding AG ist die industrielle Weiterverarbeitung von Nadelstammholz. 

## Geschichte
Josef Rettenmeier senior gründete das Unternehmen 1948 in Wört als Holzhandlung. Von 1948 bis 1978 betrieb er mit zwei Partnern ein Sägewerk zur Produktion von Bau- und Schnittholz in Wört. 1969 errichtete er in Wilburgstetten einen Holzaufbereitungsplatz und ein Schwachholzsägewerk, aus dem er gemeinsam mit seinen beiden Söhnen eines der großen Unternehmen der europäischen Holzwirtschaft entwickelte. 1974 trat sein Sohn Josef Rettenmeier junior in das Unternehmen ein. Wenig später wurde in Wilburgstetten ein Hobelwerk zur Produktion von Profilhölzern errichtet. 1990 wurde im nahegelegenen Tannhausen ein Werk übernommen, zugleich begann der Bau eines neuen Werkes im thüringischen Hirschberg. Mitte der 1990er Jahre wurden sodann holzverarbeitende Unternehmen in der Slowakei sowie in Lettland übernommen, anschließend modernisiert und erweitert. 
In Rheinland-Pfalz wurde 2008 die Rettenmeier Holzindustrie Ramstein GmbH & Co. KG gegründet, die im Juli 2009 in Betrieb genommen wurde. 
Nach finanziellen Problemen im Zusammenhang mit der Anlage in Ramstein, übernahm die Cordes GmbH aus Bremerhaven die Rettenmeier Gruppe im Januar 2015.

## Standorte

### Deutschland
- Burgbernheim
- Hirschberg
- Plößberg
- Pressath
- Ramstein
- Wilburgstetten

### Europa
- Rettenmeier Baltic Timber SIA, Inčukalns (Lettland)
- Rettenmeier Tatra Timber s.r.o., Liptovský Hrádok (Slowakei)